# 索科洛夫卡农村居民点 (别尔哥罗德州)
索科洛夫卡农村居民点（俄语：Соколовское сельское поселение）是俄罗斯联邦别尔哥罗德州科罗恰区所属的一个农村居民点。其下辖有13个居民点，行政中心为索科洛夫卡。据2016年统计，该农村居民点的人口为1264人。